# 양주역시외버스정류장

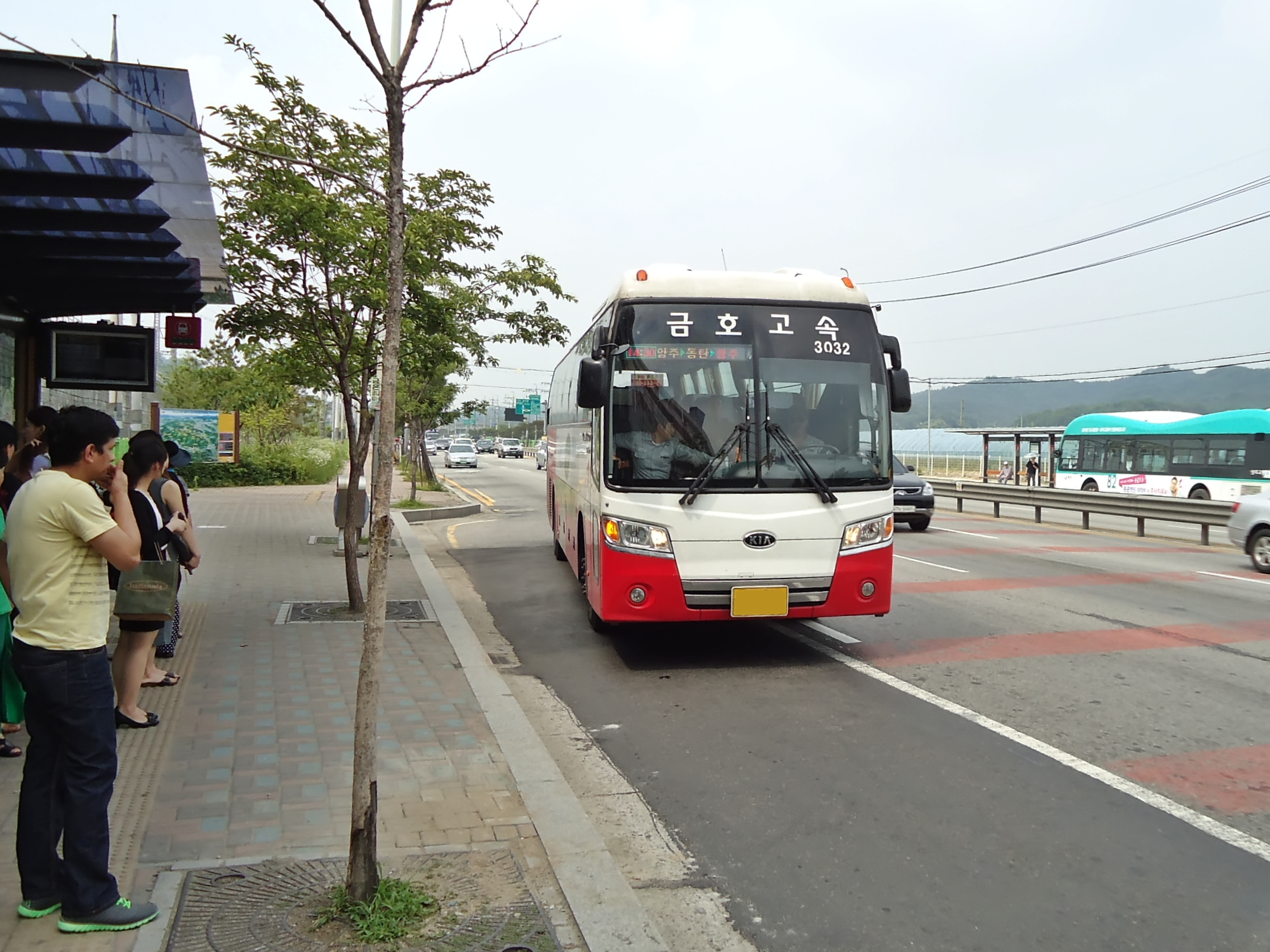
정류장에 들어오고있는 금호고속 시외버스

양주역시외버스정류장은 경기도 양주시 남방동 1번지에 위치한 대한민국의 시외버스정류장이다. 양주역 2번 출구 바로 앞에 있고 KD운송그룹 매표소와 대기장소도 함께 도로변에 승·하차하는 간이정류장이 있다.
2012년 9월 21일부로 신규개통한 동두천~광주광역시 간 운행하는 시외버스가 양주역을 경유하게 되면서 매표소가 신설되었다.

## 운행 노선
- 이 곳에 정차하는 시외버스는 동두천터미널 기준 출발 시간으로부터 약 15~20분 뒤에 도착한다.[3]

### 시외버스
| 운행 노선       | 운행업체 | 운행구간           | 운행구간 | 운행구간            | 경유지                                                           | 배차 간격 (분) | 시간표                                          |
| --------------- | -------- | ------------------ | -------- | ------------------- | ---------------------------------------------------------------- | -------------- | ----------------------------------------------- |
| 7100 공항리무진 | 경기고속 | 동두천             | ↔        | 인천국제공항        | 양주, 경기도청북부청사, 산들마을2단지                            | 5회            | 첫차:04:40(동두천 기준) 막차:18:00(동두천 기준) |
| 8436            | 대원고속 | 연천공영버스터미널 | ↔        | 이천종합터미널      | 전곡, 의정부, 경기광주, 곤지암                                   | 165            | 1일 5회                                         |
| 8456-1          | 대원고속 | 동두천             | ↔        | 안성 (동아방송대학) | 의정부, 동탄신도시, 오산, 송탄, 평택, 공도, 대림동산, 중앙대학교 | 180            | 1일 3회                                         |
| 동두천 ↔ 포항   | 대원고속 | 동두천             | ↔        | 포항                | 의정부, 구리, 경주                                               | 1회            | 09:50                                           |

## 운임
- 양주역→광주광역시 : 어른-21,800원, 청소년-17,400원, 어린이-10,900원
- 양주역→동탄 : 어른-6,500원, 청소년-5,200원, 어린이-3,300원
- 양주역→동두천 : 어른-1,200원, 청소년-1,000원, 어린이-600원

## 특이사항

매표소

- 승차권은 양주역 2번 출구 앞 간이대기소 무인승차권 발매기에서 판매한다.
- 동탄, 광주광역시행 승차장은 매표소 바로 옆 시내버스 정류장이고, 동두천행 버스는 횡단보도를 건너면 나오는 정류장에서 승차한다.
- 도로사정으로 인해 지연될 가능성이 있다.
- 동두천행의 경우 정류장[6]에 승·하차할 승객이 없으면 정류장에 들어오지 않을 수도 있다.[7]
- 현금승차는 불가능하다.
- 양주역-동탄, 양주역-동두천간 구간승차가 가능하다.